# Southern University
Das Southern University and A&M College (auch Southern University genannt) ist eine staatliche Universität in Baton Rouge im US-Bundesstaat Louisiana. Sie ist einer der bekanntesten historisch afro-amerikanischen Hochschulen in den USA. Die Southern University ist der Hauptcampus des Southern University System.

## Geschichte
Das Southern University and A&M College wurde 1880 in New Orleans gegründet. 1890 wurde sie zur sogenannten Land-grant school umgewandelt. Wegen des Platzmangels zog die Hochschule 1914 an ihren heutigen Standort, dem damaligen Scotlandville, um. 1947 wurde die juristische Fakultät gegründet. Das Southern University System entstand 1974.

## Zahlen zu den Studierenden und den Dozenten
Im Herbst 2021 waren 8.317 Studierende an der Southern eingeschrieben. Davon strebten 6.560 (78,9 %) ihren ersten Studienabschluss an, sie waren also undergraduates. Von diesen waren 66 % weiblich und 34 % männlich; 0 % bezeichneten sich als asiatisch, 92 % als schwarz/afroamerikanisch, 1 % als Hispanic/Latino und 2 % als weiß. 1.757 (21,1 %) arbeiteten auf einen weiteren Abschluss hin, sie waren graduates. Es lehrten 470 Dozenten an der Universität, davon 316 in Vollzeit und 154 in Teilzeit. 2006 waren 10.364 Studenten eingeschrieben gewesen.

## Colleges und Fakultäten
Zur Southern University gehören verschiedene zivile und militärische Lehreinrichtungen mit vielfältigen Lehrangeboten.
- Agricultural, Family & Consumer Sciences
- College of Arts & Humanities
- College of Business
- College of Education
- College of Engineering
- College of Sciences
- Graduate School
- Honors College (Einrichtung zur Begabtenförderung)
- Nelson Mandela School of Public Policy and Urban Affairs
- School of Architecture
- School of Nursing
- Air Force ROTC (Einrichtung der US Air Force zur Offiziersausbildung)
- Military Science Army ROTC
- Naval Science Navy ROTC

## Sport
Die Sportteams der Southern University sind die Jaguars. Die Hochschule ist Mitglied in der Southwestern Athletic Conference.

## Persönlichkeiten
- Joe Ballard – Army Lieutenant-General, Ret. – War Kommandeur des Army Corps of Engineers
- Mel Blount (* 1948) – American-Football-Spieler
- Harold Carmichael (* 1949) – American-Football-Spieler
- Willie Davenport (1943–2002) – Olympiasieger
- Mary Deconge (* 1933), Mathematikerin, Hochschullehrerin und ehemalige Nonne im Holy Order of the Sisters of Saint Francis
- Randy Jackson (* 1956) – Musiker
- Avery Johnson (* 1965) – Basketballcoach
- Branford Marsalis (* 1960) – Jazzmusiker
- Rod Milburn (1950–1997) – Hürdenläufer, Olympiasieger 1972
- Earl Turbinton (1941–2007) – Jazzmusiker